# Weeping Water
Weeping Water ist eine Stadt im Cass County im US-Bundesstaat Nebraska. Zum Zeitpunkt des  United States Census 2000 hatte Weeping Water 1103 Einwohner.

## Geographie
Weeping Water liegt im Osten Nebraskas, etwa 25 km von der Grenze zu Iowa entfernt.

## Geschichte
Der Name „Weeping Water“ leitet sich ab von der französischen Bezeichnung „l'eau qui pleure“, das wiederum auf einer indianischen Bezeichnung beruht und sich auf das Geräusch bezieht, das Wasser dort macht, wenn es einen kleinen Wasserfall herunterstürzt. Übersetzt heißt es etwa: „weinendes Wasser“. Die Wortherkunft basiert auf einer indianischen Legende, die von einem Kampf zwischen zwei Stämmen berichtet, bei dem beide Seiten starke Verluste zu verzeichnen hatten und die zurückgelassenen Familien Tränen vergossen, die dann die weeping waters bildeten. Die ersten Siedler erreichten Weeping Water 1856, obwohl das Land schon länger in Karten verzeichnet war. Das erste Blockhaus entstand, und 1857 wurde ein Postbüro eingerichtet. 1883 ermöglichte die Ankunft der Eisenbahn in Weeping Water dessen Existenz. Dreizehn Jahre zuvor wurde die Stadt offiziell eingetragen. Die umliegenden Steinbrüche lieferten genug Kalkstein, um neue Gebäude zu errichten. So entstand bspw. 1888 entstand das erste feste Schulhaus; die erste High School wurde 1917 fertiggestellt.